# Itinéraire complémentaire 13 (Portugal)
L'IC13 est une voie rapide sans profil autoroutier qui relie actuellement la  N 369  à proximité de Alter do Chão à l' IP 2  à proximité de Portalegre. Sa longueur est de 29 km.
Il est prévu de prolonger l'IC13 à l'ouest jusqu'à l'  au niveau de l'échangeur de Infantado.
La longueur finale de la voie rapide sera alors de 157 km.
Voir le tracé de l'IC13 sur GoogleMaps

## État des tronçons
| Tronçon                                       | État (2011)          | km |
| --------------------------------------------- | -------------------- | -- |
| Infantado () – Coruche                        | En projet            | 25 |
| Coruche - Mora                                | En projet            | 33 |
| Mora - Montargil                              | En projet            | 15 |
| Montargil - Ponte de Sôr                      | En projet            | 24 |
| Ponte de Sôr - Alter do Chão ( N 369 )        | En projet            | 31 |
| Alter do Chão ( N 369 ) - Portalegre ( IP 2 ) | En service (04/2009) | 29 |

## Capacité
| Section                                       | Capacité | Longueur |
| --------------------------------------------- | -------- | -------- |
| Alter do Chão ( N 369 ) - Portalegre ( IP 2 ) |          | 29 km    |

## Itinéraire
| Sorties | Villes                       |
| ------- | ---------------------------- |
|         | Direction Ponte de Sôr N 369 |
| Sortie  | Alter do Chão-Ouest N 369    |
| Sortie  | Alter do Chão-Nord           |
| Sortie  | Crato N 245                  |
|         | Portalegre IP 2 Fortios IP 2 |